# 尼氏江海鯰
尼氏江海鯰為輻鰭魚綱鯰形目海鯰科的其中一種，分布於中美洲墨西哥Usumacinta河流域，體長可達39公分，棲息在底層水域，生活習性不明。

## 擴展閱讀
維基物種上的相關：尼氏江海鯰